# Ранос, Грант-Леон
Грант-Леон Ранос (нем. Grant-Leon Ranos, арм. Հրանտ-Լեոն Ռանոս; род. 20 июля 2003, Герден) — армянский футболист, нападающий немецкого клуба «Боруссия» (Мёнхенгладбах) и сборной Армении.

## Биография
Родился в Германии в семье этнических армян. Его настоящая фамилия Ераносян, однако на молодёжном уровне футболист выступал под фамилией Ранос.

### Клубная карьера
Начинал заниматься футболом в команде «Беннигсен». Позже прошёл через академии «Ганновер 96», дортмундской «Боруссии», а с 2018 года находился в системе мюнхенской «Баварии». 23 июля 2021 года дебютировал за фарм-клуб «Баварии» в Регионаллиге. По итогам сезона 2022/23 стал лучшим бомбардиром «Баварии II», забив 20 голов в 36 матчах Регионаллиги.
24 мая 2023 года подписал контракт с мёнхенгладбахской «Боруссией» на срок до 2027 года. Игрок присоединится к команде летом, после окончания контракта с «Баварией». Дебютировал в Бундеслиге 19 августа в матче 1-го тура против «Аугсбурга» (4:4), заменив на 86-й минуте Натана Нгуму.

### Карьера в сборной
В марте 2023 года впервые был вызван в сборную Армении, за которую дебютировал 28 марта в товарищеском матче со сборной Кипра (2:2), в котором отметился дублем и был заменён на 65-й минуте. 16 июня отметился дублем в отборочном матче чемпионата Европы 2024 против сборной Уэльса.

#### Статистика
| Матчи Раноса за сборную Армении | Матчи Раноса за сборную Армении | Матчи Раноса за сборную Армении | Матчи Раноса за сборную Армении | Матчи Раноса за сборную Армении | Матчи Раноса за сборную Армении | Матчи Раноса за сборную Армении |
| №                               | Дата                            | Оппонент                        | Счёт                            | Голы                            | Турнир                          |                                 |
| ------------------------------- | ------------------------------- | ------------------------------- | ------------------------------- | ------------------------------- | ------------------------------- | ------------------------------- |
| 1                               | 28 марта 2023                   | Кипр                            | 2:2                             | 51′, 59′                        | товарищеский матч               |                                 |
| 2                               | 16 июня 2023                    | Уэльс                           | 2:4                             | 30′, 66′                        | отборочные матчи ЧЕ-2024        |                                 |
| 3                               | 19 июня 2023                    | Латвия                          | 2:1                             | —                               | отборочные матчи ЧЕ-2024        |                                 |

Итого: 3 матча, 4 гола / 2 победы, 1 ничья, 0 поражений